# Ćehotina
El río Čeotina, también llamado Ćotina o Čehotina (en cirílico serbio: Ћехотина) es un afluente por la derecha del río Drina, que recorre los países de Montenegro y Bosnia y Herzegovina. Tiene una longitud de 125 km, de los que 100 están en Montenegro y los 25 restantes en Bosnia-Herzegovina. La Čeotina forma parte de la cuenca hidrográfica del Mar Negro. No tiene grandes afluentes, y el más importante es el Voloder, que fluye al Ćehotina cerca de Gradac.

## Curso
El Ćehotina se origina a partir de dos corrientes en la región montenegrina de Donji Kolašin, cerca de la frontera con Serbia. Fluye hacia el noroeste, con muchos giros y curvas, conforme fluye por la alta y montañosa región. El río casi no tyiene localidades, salvo por el pueblo de Vrulje, antes de pasar por las laderas orientales del monte Korijeni y entre en la Pljevaljska kotlina (Cirílico: Пљеваљска котлина; Depresión de Pljevlja). Allí, fluye a través de la cuenca de carbón de Pljevlja y la ciudad de la propia Pljevlja, y continúa a la región de Podgora, cerca de los pueblos de Radosavec, Židovići, Donja Brvenica y la pequeña ciudad de Gradac. El río fluye entre la región de Bukovica al norte y la punta septentrional del monte Ljubišnja y durante los pocos kilómetros forma la frontera entre Serbia y Montenegro y Bosnia y Herzegovina. Continúa cerca de los pueblos de Vikoč, Falovići, Godijeno y Brusina, antes de desembocar en el Drina. La ciudad de Foča está construida en su confluencia.